# نینن‌زاکا

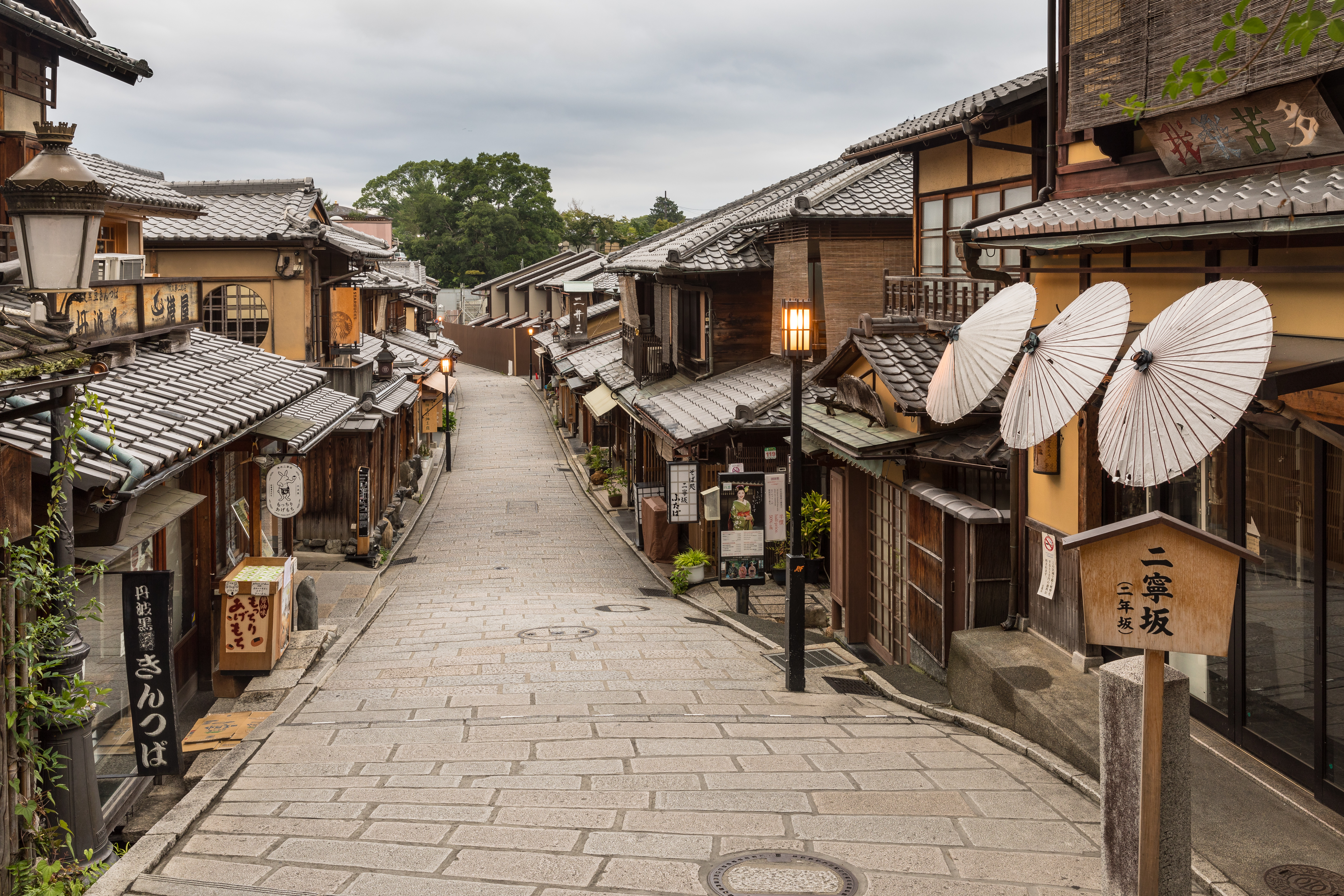

نینن‌زاکا (انگلیسی: Ninenzaka) یک جادهٔ پیاده‌رو سنگفرش شده با جاذبه‌های توریستی در هیگاشی‌یاما، کیوتو، کیوتو، ژاپن است. در این جاده ساختمان‌ها و مغازه‌های سنتی ردیف شده‌است.